# آن إيليزا سميث
آن إيليزا سميث (بالإنجليزية: Ann Eliza Smith)‏ (7 أكتوبر 1819، سانت ألبانز في الولايات المتحدة - 6 يناير 1905، سانت ألبانز في الولايات المتحدة)؛ كاتِبة وروائية أمريكية.